# Appareillage modulaire pour tableau électrique
 (novembre 2020).
Si vous disposez d'ouvrages ou d'articles de référence ou si vous connaissez des sites web de qualité traitant du thème abordé ici, merci de compléter l'article en donnant les références utiles à sa vérifiabilité et en les liant à la section « Notes et références ».
Pour les articles homonymes, voir Appareillage (homonymie).

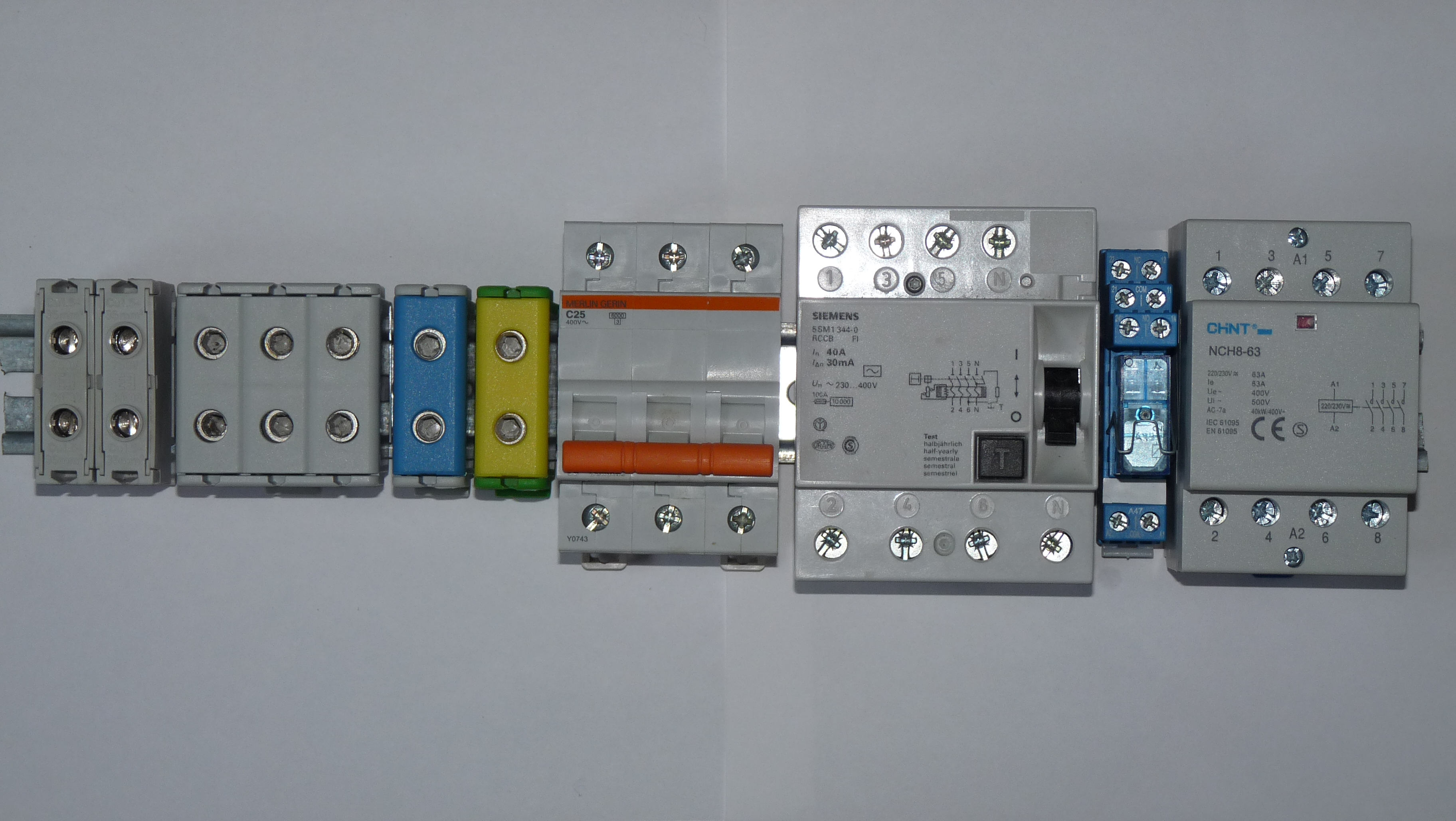
Appareillages modulaires pour tableau électrique montés sur un Rail DIN

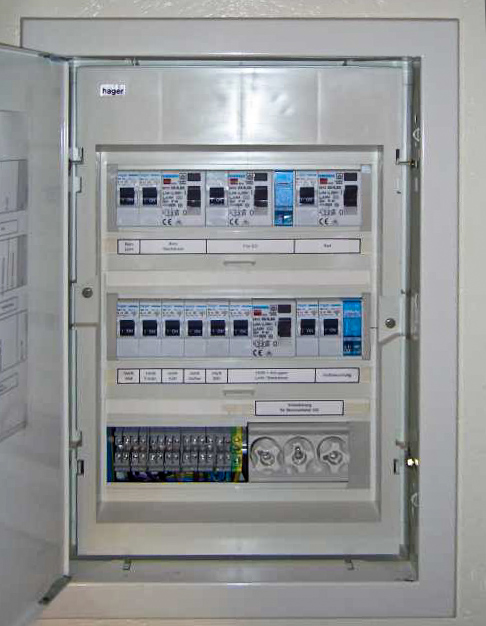
Tableau électrique disposant d'une capacité totale de 36 modules répartie en 3 rangées de 12 modules chacune. On note la présence d'obturateurs d'un demi module aux extrémités des deux lignes du haut.

Le terme Appareillage modulaire pour tableau électrique désigne l'ensemble des appareillages électriques basse tension prévus pour être supportés par un Rail DIN à l'intérieur d'un tableau électrique prévu à cet effet et garantissant éventuellement la protection des utilisateurs contre les chocs électriques..
Parmi les appareillages modulaires, on trouve notamment des disjoncteurs, interrupteurs, sectionneurs, porte fusibles à cartouche, boutons-poussoir, alimentations, transformateurs, voyants, prises, sonnettes, borniers, contrôleurs, etc.

## Normalisation[réf.souhaitée]
Curieusement, il semble qu'il n'existe pas de texte normatif en français définissant le concept d'appareillage modulaire pour tableau électrique[réf. souhaitée]. Pour autant, ce terme est couramment employé par les acteurs du secteur, notamment les industriels fabricants de tels produits,,,.
De même, il ne semble pas exister de norme européenne ou internationale définissant les principales caractéristiques de ces produits extrêmement courants sur le marché. Seules les normes allemandes DIN 43880:1988-12 Appareils d'installation - dimensions hors-tout et dimensions de montage respectives et DIN 43871:1992-11 Unités consommatrices pour l'appareillage d'installation jusqu'à 63 A semblent servir de référentiel technique pour les professions concernées[réf. souhaitée].

## Modularité et dimensions
La largeur des appareillages modulaires est basée sur un module de 18 mm, qui peut être divisé en deux pour constituer un demi-module (de 9 mm). Un appareillage modulaire se caractérise donc par le nombre de modules qu'il occupe en largeur. 
De même, la capacité des coffrets, tableaux et armoires destinés aux appareillages modulaires est indiquée en nombre de modules (éventuellement avec un détail par sous-ensemble, notamment par ligne).
Afin de garantir le respect de l'espacement modulaire, la largeur des appareils est réduite de 0,5 mm, ce qui conduit à ce que la largeur d'un module soit indiquée par certains constructeurs comme étant égale 17,5 mm.
Les autres dimensions des appareils modulaires doivent respecter les prescriptions de la norme DIN 43880 qui garantit leur compatibilité entre eux, d'une part, et avec les coffrets, tableaux et armoires, d'autre part.

## Installation dans untableau électriquebasse tension
Les appareillage modulaires s'installent sur un Rail DIN de 35 mm, de type TH 35 selon à la norme IEC 60715 (ce rail DIN est encore souvent désigné en référence à des normes plus anciennes telles que EN 50022, BS 5584 ou DIN 46277-3).
Une fois les appareillages modulaires installés dans leur tableau et connectés, un couvercle ou un plastron ne laisse accessible aux utilisateurs que les organes de commande ou de contrôle, de façon à protéger contre tout contact avec des conducteurs sous tension. Les ouvertures correspondant aux positions non utilisées doivent être obstruées par un obturateur (souvent sectionnable par segments d'un module ou d'un demi-module).

## Désignation
En anglais, les appareillages modulaires sont parfois désigné par l'acronyme MDRC (pour Modular DIN Rail Component). 
En allemand, les appareillages modulaires sont couramment désignés par l'acronyme REG (pour Reiheneinbaugehäuse) et les modules par l'acronyme TE (pour Teilungseinheit). 